# Borohoro Shan
Borohoro Shan (daw. Borochoro; chiń. upr. 婆罗科努山; chiń. trad. 婆羅科努山; pinyin Póluókēnǔ Shān ujg.: Borohoro taĝ) – pasmo górskie w północno-zachodnich Chinach, w regionie autonomicznym Sinciang, przy granicy z Kazachstanem; część Tienszanu. Rozciągają się równoleżnikowo na długości ok. 250 km pomiędzy zlewnią rzeki Ili a zlewnią jeziora Ebinur. Najwyższy szczyt wznosi się 5500 m n.p.m. Pasmo zbudowane jest głównie z prekambryjskich i paleozoicznych skał krystalicznych i metamorficznych. Na wschodzie występują lodowce górskie.